# فيلي بيمون
فيلي بيمون (بالإنجليزية: Willie Beamon)‏ هو لاعب كرة قدم أمريكية أمريكي، ولد في 14 يونيو 1970 في بل غليد في الولايات المتحدة.

## وصلات خارجية
- فيلي بيمون على موقع مرجع كرة القدم المحترفة.كوم (الإنجليزية)